# Andrea Utili
Andrea Utili  ou Andrea Utili da Faenza  né à Faenza (actif entre 1481 et 1502) est un peintre italien du Quattrocento.

## Œuvres
- Pietà, Vierge à l'Enfant et les saints Jean Apôtre et Antoine de Padoue, Pinacoteca Faentina, Faenza[1].
- Couronnement de la Vierge,